# Sergei Michailowitsch Grigorjanz
Sergei Michailowitsch Grigorjanz (russisch Сергей Михайлович Григорьянц, beim Weltschachbund FIDE Sergey Grigoriants; * 2. November 1983 in Taschkent, Usbekische SSR) ist ein russischer Großmeister im Schach. Im Januar 2022 wechselte er zum ungarischen Schachverband.

## Leben
1997 gewann er in Cannes die U14-Weltmeisterschaft, 1999 in Litochoro die U16-Europameisterschaft. Im Juli 2004 wurde er geteilter Erster beim 20. Open in Cappelle-la-Grande, das nach Feinwertung von Jewgeni Najer gewonnen wurde. Im Juli 2004 gewann er das Skanska Open in Pardubice. Beim Chess Festival in Abu Dhabi im August 2005 gewann er das Blitzturnier. Bei der Schacholympiade 2018 in Batumi war er Kapitän der ägyptischen Nationalmannschaft.
Der Moskauer armenischer Herkunft wurde 1999 Internationaler Meister und trägt seit 2003 den Großmeister-Titel. Die Normen für den GM-Titel erzielte er bei einem Internationalen Schachturnier in Moskau im Oktober 2002, beim Tschigorin-Memorial im November 2002 in Sankt Petersburg sowie beim Schachturnier zur 850-Jahr-Feier der serbischen Stadt Pančevo im Juni 2003.
Grigorjanz ist mit der Schachspielerin Petra Papp verheiratet.

## Vereine
Er spielte für den Moskauer Verein ShSM, in der deutschen Schachbundesliga in der Saison 2008/09 für den SV Mülheim-Nord sowie in der ungarischen NB I. Szabó László csoport von der Saison 2013/14 bis zur Saison 2015/16 für Budapesti Titánok Sportegyesület und in der Saison 2016/17 für Dunaharaszti Munkás Testedző Kör.